# 山鹿町
山鹿町（やまがまち）は、熊本県の北部、鹿本郡にかつてあった町。

## 歴史
- 1889年4月1日 - 町村制が施行により、山鹿郡山鹿村及び宗方村の区域をもって、山鹿郡山鹿町が発足する。
- 1896年4月1日 - 郡制が施行により、山鹿郡及び山本郡の区域をもって、鹿本郡が発足することにより、山鹿町は鹿本郡の所属となる。
- 1954年4月1日 - 山鹿町、大道村、三玉村、八幡村、三岳村、平小城村、川辺村及び米田村が合併して、山鹿市が発足する。

## 学校
- 山鹿町立山鹿小学校（現在の山鹿市立山鹿小学校）